# 강경근
강경근(姜京根)(생년월일 미상~1924년5월10일)은 평안북도 정주 사람이며 독립운동가다.

## 활동
1920년대 중반 만주 지역 독립운동단체인 참의부에 가담하여 활동하였다. 참의부는 압록강 유역과 접한 지역에서 국경을 넘어 일본군 초소를 습격하는 등 활발한 대일항쟁을 벌인 무장 독립운동단체다. 참의부원으로 활동하던 강경근은 1924년 5월 10일 집안현 옥석하에서 중국 보갑대와 전투 중에 순국하였다.

## 독립유공자 포상
1995년 건국훈장 애국장을 추서하였다.